# 东居延海
东居延海，蒙古語名蘇古諾爾（索果诺尔），是一个位于中国内蒙古自治区阿拉善盟的盐湖，面积约为41.06平方千米，属于蒙新高原区。它的一级流域为内流区诸河，二级流域为河西走廊－阿拉善河内流区。